# Ammospermophilus harrisii
Ammospermophilus harrisii — вид гризунів родини Sciuridae. Він зустрічається в Аризоні та Нью-Мексико в Сполучених Штатах, а також у Сонорі в Мексиці. Вони пристосовані до спекотних погодних умов, включаючи техніку, яка називається «відкидання тепла». Вони мають різноманітний раціон, включаючи рослинність, комах, дрібних гризунів і падло.

## Морфологічна характеристика
A. harrisii досягає довжини голови й тулуба приблизно від 21,6 до 26,7 сантиметрів і довжини хвоста від 6,7 до 9,2 сантиметрів із вагою від 113 до приблизно 150 грамів. Забарвлення спини сіро-буре з вкрапленнями рудуватих і жовтувато-бурих частин в області голови і задніх ніг. З обох боків тіла є одна і чітка тонка біла лінія, паралельна хребту. Черево біле. Хвіст зверху від вугільно-чорного до сірого, знизу сірий, волоски на хвості чорно-білі.

## Спосіб життя
A. harrisii живе в різних пустельних місцях проживання і в основному населяє території, де ростуть кактуси та чагарникова рослинність. Тварини активні вдень і зустрічаються цілий рік і не відкладають жирові запаси. Вони живуть на землі, але можуть дуже добре лазити по кактусах або купах уламків. Всеїдні; харчуються в основному плодами кактусів і зеленими частинами рослин, а також насінням рослин, яке вони збирають у свої защічні мішки; крім того, доступними комахи. Живуть тварини в плоских і малопомітних норах, які часто будують навколо каменів, кактусів і кущів. Великі насіння часто зберігаються в норах. Усередині нори зазвичай є камера, сконструйована як гніздова камера та вистелена гніздовим матеріалом. Щільність популяції низька, і тварини розкидані по ареалі. Відстань активності особин становить у середньому близько 275 метрів від нори. Тварини швидко пересуваються і майже не стоять на місці, бігаючи по пустелі. Коли вони стикаються з потенційною загрозою, вони видають довгу монотонну трель.
Шлюбний період відбувається щорічно, починаючи з кінця грудня і триває до весни. Молоді тварини народжуються в норах після 30-денного періоду вагітності, при цьому виводок складається в середньому з 6,5 дитинчат. Якщо річна температура помірна, може відбуватися два виводки на рік. Молоді тварини покидають нору матері вперше через чотири-п'ять тижнів, їх відлучають через сім тижнів і приблизно через 220 днів вони повністю дорослі.